# Filip Gavenda
Filip Gavenda (Púchov, 13 gennaio 1996) è un pallavolista slovacco, schiacciatore e opposto del Teruel.

## Carriera

### Club
La carriera di Filip Gavenda inizia nel Trenčín, il centro di preparazione olimpica istituito dalla Federazione pallavolistica della Slovacchia. Per la stagione 2015-16 approda nel massimo campionato italiano con la maglia del Milano, esordendo già alla prima giornata contro i campioni d'Italia del Trentino.
Nella stagione 2016-17 approda nella 1. Bundesliga tedesca giocando per il Netzhoppers, dove resta per due annate. Per il campionato 2018-19 si accasa alla Top Volley Latina, nella Superlega italiana, mentre in quella seguente è in Spagna, dove disputa la Superliga con il Teruel, aggiudicandosi due Supercoppe e una Coppa del Re.

### Nazionale
Dopo aver compiuto la trafila nelle diverse rappresentative giovanili del suo paese a partire dal 2013, entra nel giro della nazionale maggiore.

## Palmarès

### Club
- Coppa del Re: 1

2019-20
- Supercoppa spagnola: 2

2019, 2020